# Dicranomyia ushas
Dicranomyia ushas är en tvåvingeart som först beskrevs av Alexander 1965.  Dicranomyia ushas ingår i släktet Dicranomyia och familjen småharkrankar. Inga underarter finns listade i Catalogue of Life.